# アーリ・パシャ
メフメト・エミン・アーリ・パシャ（トルコ語: Mehmed Emin Âli Paşa, 1815年2月5日 - 1871年9月7日）はオスマン帝国末期、「タンジマート（恩恵改革）の時代」の政治家、外交官。アーリー・パシャとも表記する。実務官僚（キャーティプ）出身。

## 人物略歴
1815年、イスタンブルの靴屋の家に生まれた。15歳でオスマン帝国の政庁に勤め、のち外交官となってからはムスタファ・レシト・パシャの庇護を受けた。1846年にレシト・パシャが大宰相になると外務大臣に抜擢され、1852年には帝国大宰相に任じられて、こののち4回にわたって大宰相を歴任した。地方王朝の分離を阻止すべく帝国の再統合に意を注ぎ、クリミア戦争の戦後処理やクレタ問題、領土問題の解決に努め、1856年の改革勅令では、その起草の中心メンバーとなった。
改革勅令はアーリ・パシャとイギリスのストラトフォード・カニングら外国のオスマン駐在外交官らの協議をもとに起草された。この勅令では、非ムスリム臣民（ズィンミー）があらゆる公職に参加できること、信教の自由、非ムスリム共同体代表の権利の再規定、非ムスリムの公立学校への入学許可、各地方議会でのムスリム・非ムスリムの代表選出方法の改善、非ムスリム代表がタンジマート諸改革の中心機関である最高司法審議会議に参加できるとしたこと、非ムスリムに対して差別用語を用いることの禁止、非ムスリムの兵役義務、非ムスリム共同体による学校設立と独自の教育課程編成の承認、混合裁判所における非ムスリムの証人を認めるなどの内容が明確に盛り込まれていた。
同年生まれのフアト・パシャとともにレシト・パシャ亡きあとの後期タンジマートの諸改革を推し進め、とくに法令、教育分野での改革を進めた。しかし、改革政治に対して、オスマン帝国の君主であるスルタンは必ずしも協力的とはいえなかった。アブデュルアズィズは贅沢な気晴らしと賄賂を求めてエジプトなどの各地を漫遊し、その浪費と専制ぶりは知識人青年の反発をまねくほどであったが、アーリ・パシャも賄賂に目がないスルタンに対し、強い態度で諫言している。その一方、ミドハト・パシャら若い改革派を引き立てている。
1871年9月7日、イスタンブルにて死去。フアト・パシャ、アーリ・パシャ亡き後の改革政策は停滞の様相をみせた。